# Aeropuerto de Anacortes
El Aeropuerto de Anacortes (del inglés: Anacortes Airport) (IATA: OTS, FAA LID: 74S) es un aeropuerto público localizado a 2 millas (3 km) al oeste del distrito financiero de Anacortes, Condado de Skagit, Washington, Estados Unidos. Es de propiedad de Port of Anacortes.